# 新疆农业科学
《新疆农业科学》创刊于1958年，是中国大陆农业科技类月刊，编辑部位于新疆维吾尔自治区乌鲁木齐市。此刊物由新疆农业科学院，新疆农业大学，新疆农学会主办。
《新疆农业科学》在2018年被中华人民共和国国家新闻出版广电总局新闻报刊司评为2017年全国“百强报刊”。